# Justicia alexandri
Justicia alexandri är en akantusväxtart som beskrevs av R. Atkinson. Justicia alexandri ingår i släktet Justicia och familjen akantusväxter. Inga underarter finns listade i Catalogue of Life.